# 大林順一郎
大林 順一郎（おおばやし じゅんいちろう、1925年 -　）は、日本の都市計画家。公務員として都市政策、建築行政に携わる。

## 来歴
愛媛県出身の一人っ子で、岡山の旧制第六高等学校理科に入学するが理科を選択したのは兵役の延期または免除を期待してのものであったが、機械学科のような理科の細かいことをやる気はなく、文化的なものを探して建築史があると知り、建築学科に進学した。
東京帝国大学第一工学部（現・東京大学大学院工学系研究科・工学部）に1945年に入学して1947年に研究室に配属され、1948年春に大学を卒業したが在学中は丹下健三の下で指導を受け、卒業論文は「国土計画の方法論に関する研究」を提出し卒業後、建設省に入省し、当初は戦災復興院技術研究所、のちに住宅局建築指導課に配属される。
1950年に経済安定本部や国土開発審議会事務処に所属後、1952年に建設省に復職。
1955年に 日本住宅公団に出向する。1969年に藤沢市建設局長に就任した。